# Moulyinning
Moulyinning is een plaats in de regio Wheatbelt in West-Australië.

## Geschiedenis
Ten tijde van de Europese kolonisatie leefden de Nyungah in de streek.
In 1912 legde de overheid een spoorweg aan, van Dumbleyung naar Kukerin, met een nevenspoor ten oosten van de rabbit-proof fence, vijf kilometer ten zuidoosten van de 'Moulyinning Dam'. De spoorwegarbeiders waren met hun families de eerste mensen die zich aan het nevenspoor vestigden. Het plaatsje was een ontmoetingsplaats voor de boeren uit de streek. De 'Moulyinning Siding Progress Association' vroeg om een dorp aan het nevenspoor op te meten en te stichten. In 1915 werd Moulyinning gesticht en vernoemd naar de voor het eerst in 1909 op een landkaart verschenen nabijgelegen dam. De naam is Aborigines van oorsprong en betekende vermoedelijk iets als "plaats van de kleine moerassen".
Moulyinning groeide tot een dorp met twee winkels, een postkantoor, een schooltje, een gemeenschapszaal en enkele sportfaciliteiten. Het schooltje werd op 2 december 1914 geopend. De gemeenschapszaal, 'Moulyinning Hall', werd op 19 maart 1919 officieel geopend.
In 1958 werd het schooltje gesloten en het dorpje liep langzaamaan leeg. Het nevenspoor werd afgebroken. Sommige gebouwen staan er nog en herinneren aan de gemeenschap die er ooit leefde. De landbouwers uit de omgeving proberen de gemeenschapszaal nog te onderhouden.

## Beschrijving
Moulyinning maakt deel uit van het lokale bestuursgebied (LGA) Shire of Dumbleyung, een landbouwdistrict. Het is een verzamel- en ophaalpunt voor de oogst van in de streek die bij de Co-operative Bulk Handling Group aangesloten graanproducenten.
Moulyinning heeft een gemeenschapszaal. In 2021 telde Moulyinning 34 inwoners.

## Toerisme
In de historische dorpskern staan nog enkele gebouwen uit lang vervlogen tijden waaronder het schooltje, de gemeenschapszaal en een winkel.

## Transport
Moulyinning ligt langs 'State Route 107', 294 kilometer ten zuidoosten van de West-Australische hoofdstad Perth, 241 kilometer ten noorden van Albany en 29 kilometer ten noordoosten van Dumbleyung, de hoofdplaats van het lokale bestuursgebied waarvan het deel uitmaakt.
De spoorweg die door Moulyinning loopt maakt deel uit van het goederenspoorwegnetwerk van Arc Infrastructure.